# McDonnell F-101
Die McDonnell F-101 Voodoo war ein zweistrahliges Kampfflugzeug der Zeit des Kalten Krieges aus US-amerikanischer Produktion, das zur Century-Reihe gehörte (F-100 bis F-110).

## Geschichte
Sie wurde in den 1950er-Jahren aus dem Prototyp XF-88 Voodoo, auch „one-oh-wonder“ genannt, entwickelt und sollte gemäß Ausschreibung ein Begleitjäger für die Langstreckenbomber des SAC werden. McDonnell blieb bei der bewährten Auslegung mit zwei Triebwerken. Die leistungsstarken Nachbrennertriebwerke J57 von Pratt & Whitney verliehen der F-101 eine Höchstgeschwindigkeit von 1.900 km/h, die Reichweite betrug 2.500 km. Da die Reichweite für den Einsatz als Begleitjäger nicht ausreichte, wurden die Anforderungen für die Zwecke des TAC abgewandelt und die F-101 in einen Jagdbomber umkonstruiert. Die erste F-101A flog am 29. September 1954, die offizielle Indienststellung bei der US Air Force erfolgte im Frühjahr 1957. Am 12. Dezember 1957 erreichte eine F-101A mit 1.943,5 km/h einen neuen absoluten Geschwindigkeitsweltrekord.
Die in 77 Exemplaren gebaute F-101A besaß zwei J57-P-13-Triebwerke (4.630kp) und war mit vier Kanonen sowie einem Nuklearflugkörper zur Bomberabwehr ausgerüstet. Eine Maschine wurde zum Erprobungsträger NF-101A für verschiedene Triebwerke umgebaut, zwei Maschinen zu unbewaffneten Fotoaufklärern YRF-101A. Aufbauend auf ihnen wurden dann insgesamt 35 RF-101A neu produziert. Nach dem Abzug aus den Einsatzverbänden wurden verbleibende F-101A zur Aufklärern RF-101G für die Air National Guard umgebaut. Die zweite Serienausführung war als zweisitziger Abfangjäger mit neu konzipiertem Vorderrumpf, Luftbetankungsanlage, einem verbesserten Feuerleitsystem für MB-1-Genie-Nuklearflugkörper sowie unter Verzicht auf die Kanonenbewaffnung ausgelegt. Es entstanden 407 F-101B, von denen 56 im Juli 1961 nach Kanada gingen, wo sie beim NORAD als CF-101B eingesetzt wurden. Nach Rückgabe wurden einige Maschinen zu doppelsitzigen Aufklärern RF-101B umgebaut. 153 F-101B wurden später zu F-101F modernisiert, wobei man unter anderem die Luftbetankungsanlage entfernte und das Feuerleitsystem um einen Infrarotsensor ergänzte. 72 F-101B wurden später zu Trainern TF-101B umgebaut, von denen einige nochmals zur TF-101F gemäß der modernisierten Jägerversion F-101F modifiziert wurden. Zehn TF-101B gingen als CF-101F an die kanadische Luftwaffe. Die dritte Serienversion war die F-101C, ein einsitziger Jäger ähnlich der F-101A mit verstärkter Zelle, von der 47 Maschinen entstanden. Wie die RF-101A entstanden 166 neue Aufklärer RF-101C, während später für die Nationalgarde verbliebene F-101C zu Aufklärern RF-101H umgebaut wurden. Die F-101D und E waren Varianten mit General-Electric-J79-Triebwerk, die aber nie über das Projektstadium hinauskamen.
Die Aufklärerversionen waren während der Kubakrise und im Vietnamkrieg eingesetzt, ebenso wird von Einsätzen der Voodoo mit Kennzeichen der taiwanesischen Luftwaffe berichtet, wobei diese Flüge auch mit amerikanischen Besatzungen erfolgt sein sollen.
Die „Voodoo“ nahm die wesentlichen Konstruktionsmerkmale der späteren Phantom II vorweg: Die Auslegung als Zweisitzer, zwei Triebwerke, die Rumpfform, auch wenn sie schlanker und länger ausfiel, und die große Tankkapazität. Eine Besonderheit stellte der Waffenschacht im Rumpf dar, der in einer drehbaren Startvorrichtung mehrere Lenkwaffen enthielt. Als Jäger und Jagdbomber führte sie vier 20-mm-Kanonen, beim Aufklärer waren mehrere Kameras in der geänderten Nase eingebaut. Die F-101 führte AIM-4-Falcon-Lenkraketen und die nuklear bestückte AIR-2-Genie-Rakete mit.
In Deutschland ist eine F-101 im Technikmuseum in Speyer ausgestellt.

## Versionen

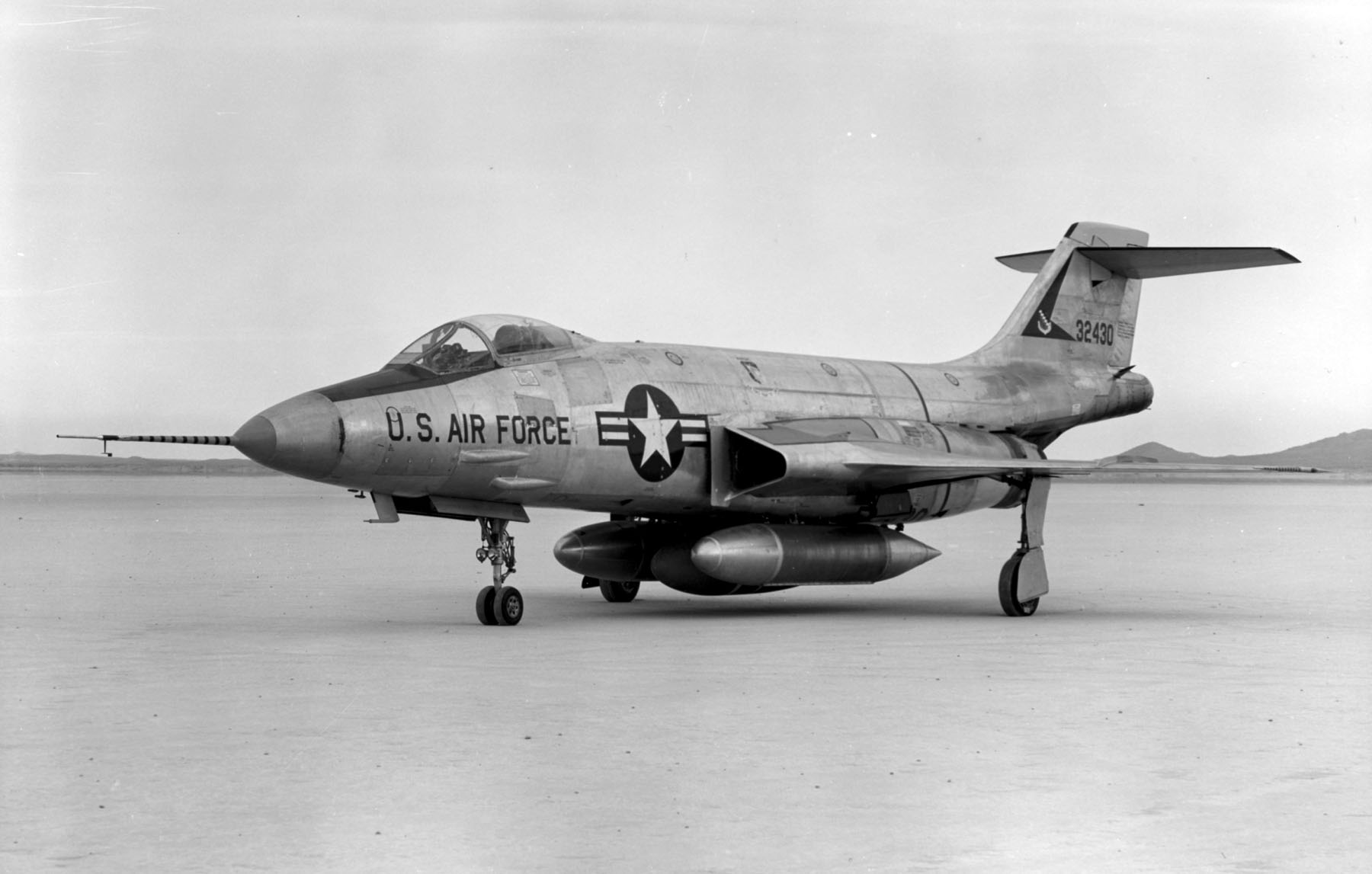
Die einsitzige F-101A

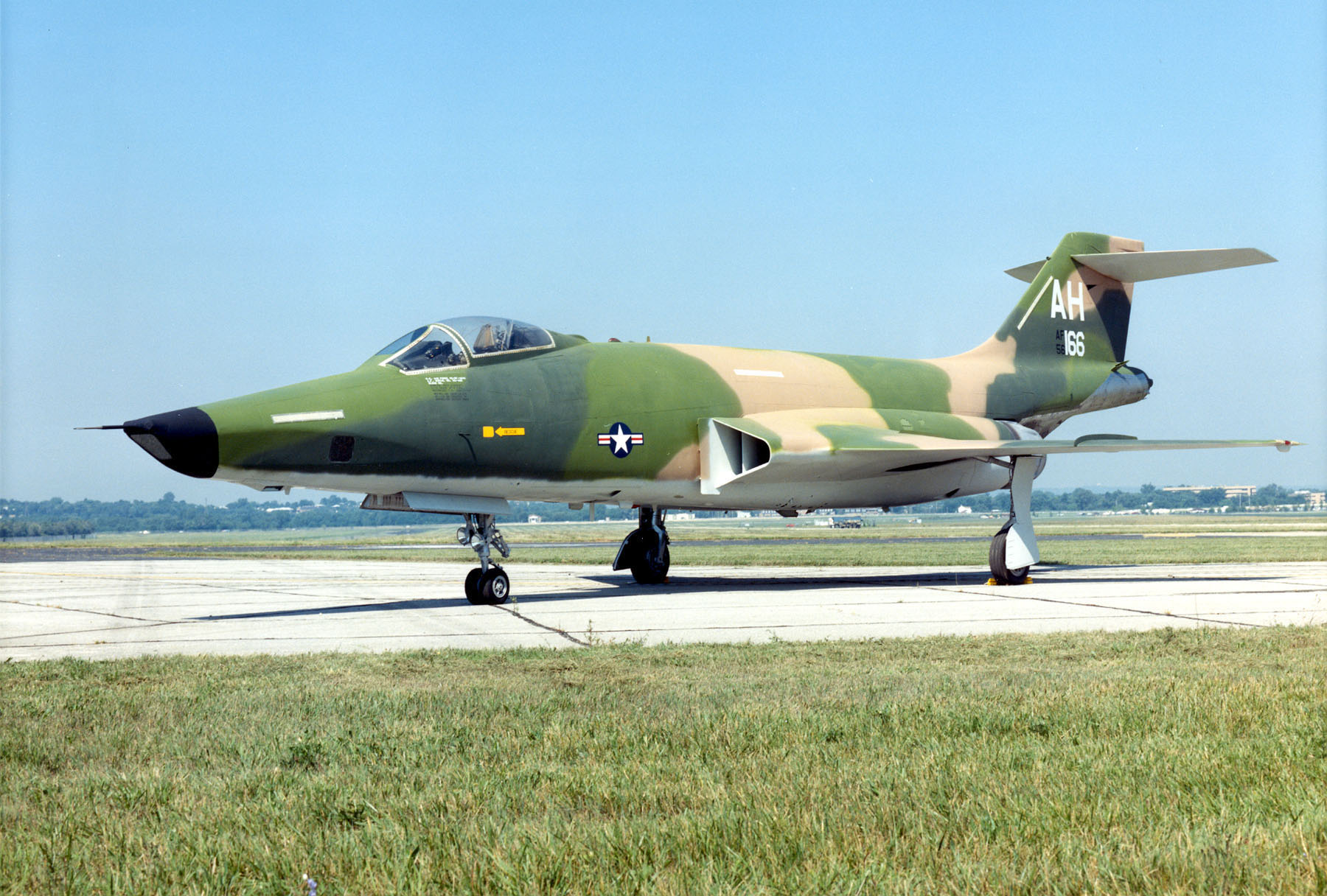
Aufklärer RF-101C

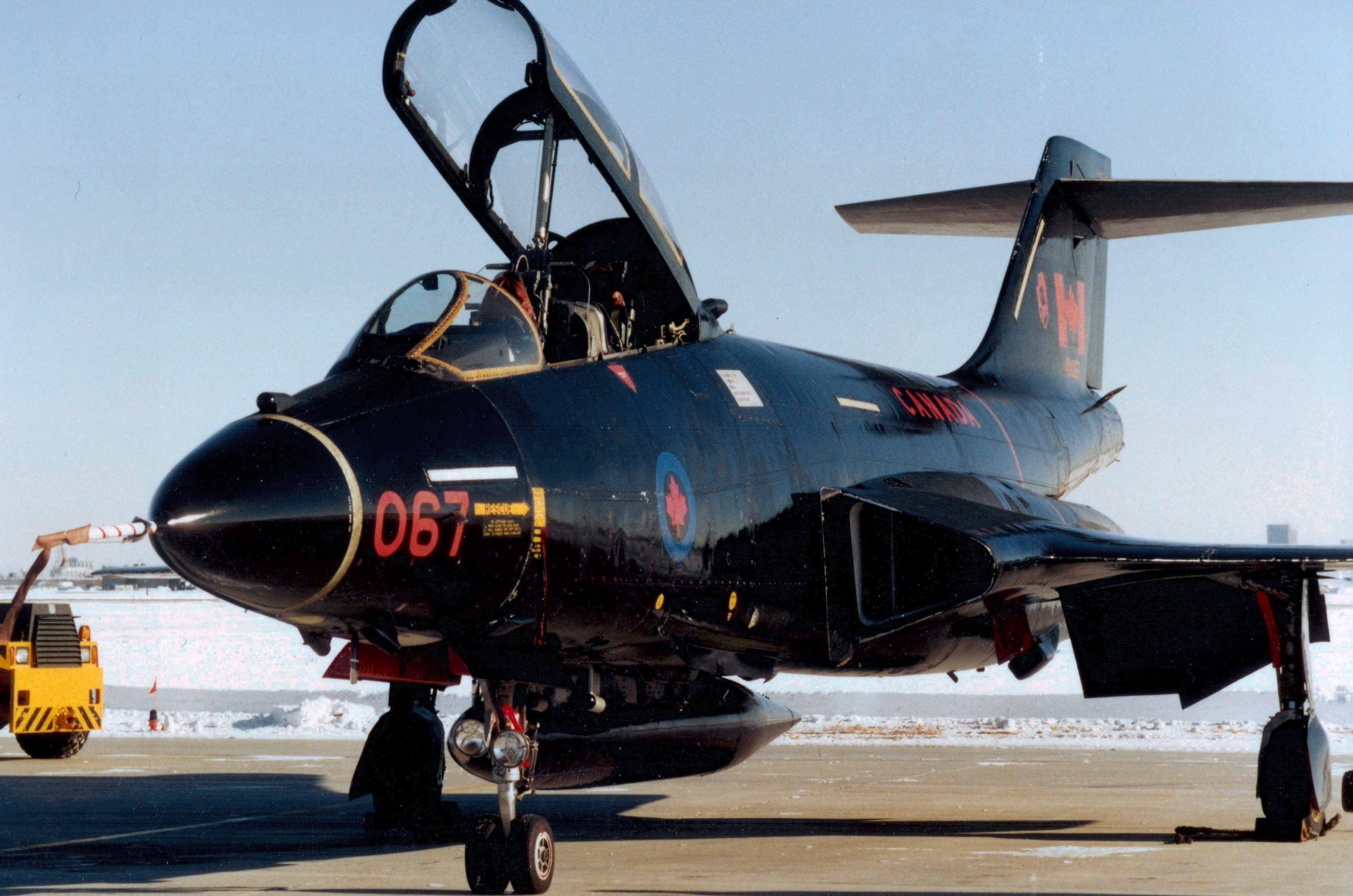
Kanadische EF-101B

F-101A77 gebaut, einsitziger Jagdbomber
YRF-101AUmbau von zwei F-101A zu Aufklärer-Prototypen
RF-101A35 gebaut, Aufklärungsversion der F-101A mit sechs Kameras
F-101B479 gebaut, zweisitziger Abfangjäger.
CF-101BBezeichnung für 112 an Kanada abgegebene F-101B
EF-101BUmbau einer F-101B für Kanada als Radarzieldarstellungs-Flugzeug
RF-101BUmbau von 22 ehemals kanadischen F-101B mit Kameras im Waffenschacht
TF-101B79 gebaut, F-101B mit Doppelsteuerung, später F-101F
F-101C47 gebaut, einsitziger Jagdbomber, strukturell verstärkte F-101A
RF-101C166 gebaut, Aufklärungsversion der F-101C mit sechs Kameras und Außenstation zum Abwurf einer Atombombe
F-101DVersion mit General-Electric-J79-Triebwerken, nicht gebaut
F-101EVersion mit J79-Triebwerken, nicht gebaut
F-101FUmbau von 152 F-101B mit Doppelsteuerung und Umbenennung der TF-101B
CF-101F20 an Kanada abgegebene F-101F
RF-101GUmbau von 29 F-101A zu Aufklärungsflugzeugen
RF-101HUmbau von 32 F-101C zu Aufklärungsflugzeugen

## Produktion
Abnahme der F-101 durch die USAF:
| Version  | 1954 | 1955 | 1956 | 1957 | 1958 | 1959 | 1960 | 1961 | SUMME     | Preis         |
| -------- | ---- | ---- | ---- | ---- | ---- | ---- | ---- | ---- | --------- | ------------- |
| F-101A   | 4    | 23   | 3    | 47   |      |      |      |      | 77        | 2.935.490 USD |
| F-101B   |      |      |      | 6    | 43   | 214  | 206  | 11   | 480 (479) | 1.831.410 USD |
| F-101C   |      |      |      | 23   | 24   |      |      |      | 47        | 2.207.368 USD |
| YRF-101A |      | 2    |      |      |      |      |      |      | 2         |               |
| RF-101A  |      |      | 2    | 33   |      |      |      |      | 35        | 1.616.371 USD |
| RF-101C  |      |      |      | 20   | 140  | 6    |      |      | 166       | 1.306.525 USD |
| SUMME    | 4    | 25   | 5    | 129  | 207  | 220  | 206  | 11   | 807 (806) |               |

Umbau der F-101:
| Version | aus    | 1961 | 1962 | 1963 | 1964 | 1965 | 1966 | 1967 | 1968 | 1969 | 1970 | 1971 | 1972 | SUMME |
| ------- | ------ | ---- | ---- | ---- | ---- | ---- | ---- | ---- | ---- | ---- | ---- | ---- | ---- | ----- |
| F-101F  | F-101B | 65   | 1    |      |      |      |      | 3    |      | 2    |      | 3    |      | 74    |
| TF-101B | F-101B | 5    |      |      |      | 1    |      | 1    |      |      |      |      |      | 7     |
| TF-101F | F-101F | 4    |      |      |      |      |      | 5    |      | 1    |      | 2    |      | 12    |
| RF-101B | F-101B |      |      |      |      |      |      |      |      |      | 1    | 8    | 15   | 24    |
| RF-101C | F-101C |      |      |      |      |      |      |      | 2    |      |      |      |      | 2     |
| RF-101G | F-101A |      |      |      |      |      | 3    | 24   |      |      |      |      |      | 27    |
| RF-101H | F-101C |      |      |      |      |      | 1    | 25   | 5    |      |      |      |      | 31    |
| SUMME   |        | 74   | 1    | 0    | 0    | 1    | 4    | 58   | 7    | 3    | 1    | 13   | 15   | 177   |

In Vietnam gingen in den Jahren 1964 bis 1968 insgesamt 38 RF-101C verloren. Davon wurden mindestens 30 Flugzeuge durch Feindeinwirkung zerstört. Elf Piloten wurden dabei getötet, zwei verletzt und elf gerieten in Kriegsgefangenschaft.

## Nutzer
Kanada
 Taiwan
 Vereinigte Staaten

## Technische Daten

3-Seiten-Riss der McDonell F-101AC Voodoo

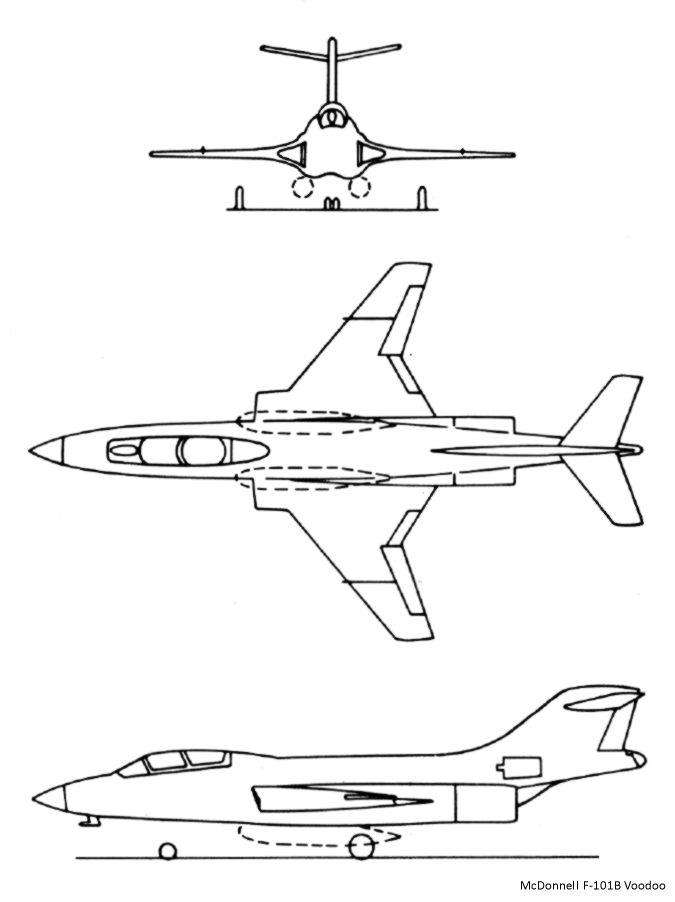
3-Seiten-Riss der F-101B

| Kenngröße             | F-101B                                               |
| --------------------- | ---------------------------------------------------- |
| Besatzung             | 2                                                    |
| Länge                 | 20,54 m                                              |
| Spannweite            | 12,09 m                                              |
| Höhe                  | 5,49 m                                               |
| Flügelfläche          | 34,19 m²                                             |
| Flügelstreckung       | 4,3                                                  |
| Leermasse             | 13.141 kg                                            |
| max. Startmasse       | 23.768 kg                                            |
| Triebwerke            | zwei Pratt & Whitney J57-P-55, je 6.750 kp           |
| Höchstgeschwindigkeit | 1.965 km/h in 12.190 m oder 1,85 Mach in großer Höhe |
| Dienstgipfelhöhe      | 16.705 m                                             |
| Reichweite            | 2.494 km                                             |

## Bewaffnung
Die Aufklärervarianten waren gänzlich unbewaffnet; bewaffnet waren die F-101A/B/C/F.
Interne Rohrwaffen (nur F-101A/C)
- 4 × Pontiac M39A1 (T-160)20-mm-Revolver-Maschinenkanonen mit je 200 Schuss

Kampfmittel bis zu 1500 kg an zwei Außenlaststationen
ungelenkte Luft-Luft-Raketen
- 2 × AIR-2A „Genie“ (früher MB-1 mit nuklearem 1,5-kT-Gefechtskopf)

Ungelenkte Bomben
- 1 × B28EX (1,45-MT-Atombombe)
- 1 × B43 (1-MT-Atombombe)
- 1 × Mk.7 „Thor“ (taktische 61-kT-Atombombe)
- 1 × Mk.57 mod.2 (taktische 10-kT-Atombombe)

Externe Behälter
- 2 × abwerfbare Zusatztanks mit 1700 Liter (450 US gallons)

im Waffenschacht für sechs Lenkflugkörper
Luft-Luft-Lenkflugkörper
- 4 × Hughes AIM-4A/B „Falcon“ (früher GAR-1)